# Monopis leopardina
Monopis leopardina är en fjärilsart som beskrevs av László Anthony Gozmány. Monopis leopardina ingår i släktet Monopis och familjen äkta malar. Inga underarter finns listade i Catalogue of Life.